# Piyachart Palanglit
Piyachart Palanglit (thailändisch ปิยชาติ พลังฤทธิ์ย; * 15. Juni 1997), auch als Ko bekannt, ist ein thailändischer Fußballspieler.

## Karriere
Piyachart Palanglit spielte 2017 in der U23-Mannschaft des Erstligisten Navy FC in Sattahip. 2018 wechselte er in die erste Mannschaft, die in der ersten Liga spielte. 2018 absolvierte er zwei Erstligaspiele. Nach Ende der Saison musste die Navy den Weg in die Zweitklassigkeit antreten. In der Saison 2019 spielte er einmal in der zweiten Liga. 2020 wechselte er zum Erstligaaufsteiger Police Tero FC nach Bangkok. Hier stand er bis Juni 2020 unter Vertrag. Am 1. Juli 2020 nahm ihn der Drittligist STK Muangnont FC aus Ayutthaya unter Vertrag. Mit Muangnont spielte er in der Bangkok Metropolitan Region. Zu Beginn der Saison 2022/23 wechselte er Ende August 2022 zum ebenfalls in der Bangkok Metropolitan Region spielenden Nonthaburi United S.Boonmeerit FC. Für den Hauptstadtverein absolvierte er acht Ligaspiele. Im Dezember 2022 wurde sein Vertrag nicht verlängert. Im gleichen Monat nahm ihn sein ehemaliger Verein STK Muangnont FC unter Vertrag.